# Alí Manouchehri
Alí Manouchehri, född 2 augusti 1986 i Wien, Österrike, är en chilensk fotbollsspelare. 
Han har en iransk far och en chilensk mor, men fadern dog innan Manoucheri föddes och modern flyttade med Manoucheri till Chile när han var två år gammal.
I Chile spelade han för Coquimbo Unido men 30 januari 2007 gick han över till Levante UD i Valencia.
Förutom detta var Manouchehri också en del av Chiles U23-trupp.